# 短小寬角水蚤
短小寬角水蚤（学名：Temorites brevis）为深角水蚤科小寬角水蚤屬下的一个种。